# Thomas Culpeper

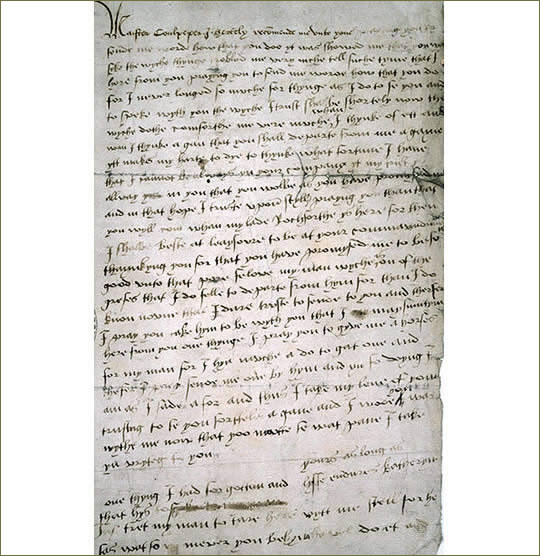
Levél Howard Katalintól Thomas Culpepernek

Sir Thomas Culpeper (1514 körül – 1541. december 10.) VIII. Henrik angol király egyik udvaronca, az uralkodó ötödik feleségének, Katalinnak volt az állítólagos szeretője.

## Származása
Culperer 1514 körül születhetett, Alexander Culpeper és Constance Harper fiaként. Családja közeli rokonságban állt a Howard-okkal, azzal az előkelő és tekintélyes családdal, mely rokonának tudhatta nem csak Boleyn Annát, hanem Howard Katalin angol királynét is, akinek édesanyját Joyce Culpepernek hívták.

## Korai évek, botrányok a királyi udvarban
Thomas 1535-ben, Lisle vikomtjaként költözött a királyi udvarba feleségével, Honorral. 1539-ben egy kisebb fajta botrány kerekedett a férfi körül, amikor állítólag megerőszakolt egy falusi asszonyt, valamint megölte a segítségére siető férjét, egy parkőrt. (Az sem kizárt, hogy a tettes nem más volt, mint Thomas bátyja, akit ugyancsak Thomasnak hívtak.) Szerencséjére a király iránta való barátsága kihúzta őt a bajból és Henrik megbocsátott neki, sőt 1540-ben akkora megtiszteltetésben részesítette az uralkodó, hogy tagja lehetett annak a kis létszámú csoportnak, akik a király negyedik feleségét, Klevei Annát köszönthette, amikor az Angliába érkezett az esküvőjére.
1537 és 1541 között a férfi még számos kegyben és egyéb ajándékban részesült Henriktől, többek között megkapta tőle a Penshurst palota gondnoki címét is, valamint birtokokat Kent és Essex megyében, továbbá Wiltshire és Gloucestershire megyében is.

## Állítólagos viszonya Howard Katalin királynéval
Mivel Culpepernek szabad bejárása volt Katalin királyné lakosztályába, gyakran láthatta az asszonyt, amikor üzeneteket vagy ajándékokat adott át neki a király nevében. A királyné múltját tekintve nem volt meglepő, hogy idősödő és beteg férje helyett inkább a jóképű és délceg Thomasszal szerette volna tölteni idejét. (Mielőtt Katalin Henrik felesége lett volna, intim viszonyt tartott fenn egy bizonyos Francis Derehammel, akivel állítólag már kötöttek egy házassági előszerződést is, ami akkoriban tulajdonképpen egy jegyességnek felelt meg.)
Szerelmi viszonyuk 1541. március környékén kezdődhetett és titkos légyottjaik lebonyolítását az a Lady Rochford segítette, aki Boleyn Anna öccsének, Georgenak volt az özvegye. (Lady Rochford, vagyis Jane Parker volt a királyné főudvarhölgye, ám rajta kívül még egy bizonyos Katherine Tilney nevű udvarhölgy is gyanúba keveredett a tekintetben, hogy neki is része lehetett a szerelmi találkák elősegítésében.)
1541. június végén Henrik és fiatal hitvese az észak-angliai York-ba indultak egész háznépükkel, sőt még a király idősebb leányát, Máriát is magukkal vitték erre az útra. (Az, hogy Henrik Mária hercegnőt is magával vitte York-ba, egy tudatos politikai stratégia része volt, mivel az 1536 őszén kezdődő észak-angliai felkelés őfelsége ellen, amit csak ,,a kegyelem zarándoklatá"-nak neveztek, erősen megnyirbálta a király népszerűségét alattvalói körében, Henrik pedig jól tudta, hogy a lázadók körében milyen közkedvelt a lánya, aki hozzájuk hasonlóan mindig is elvhű katolikusként élte életét.)
Miután az uralkodó, a királyné és kíséretük megérkezett York-ba, Henrik hivatalosan is megbocsátott az öt évvel azelőtti forrongás résztvevőinek, majd pedig szándékában állt az angol-skót határnál fekvő egyik városkában, Lincolnban személyesen is találkozni rokonával, V. Jakab skót királlyal, aki az angol király egyik nővérének, Tudor Margitnak volt a fia, ám a találkozóra végül nem került sor Jakab váratlan katonai lépése miatt, ami rendkívül meglepte és feldühítette Henriket. 
Culpeper és Katalin meghitt éjszakai találkái a Pontefract kastélyban is folytatódtak, ahová a királyi menet 1541. augusztus 23-án érkezett meg. Azokból a hónapokból számos romantikus hangvételű szerelmeslevél maradt fenn, melyeket Thomas és a királyné váltottak egymással Katalin udvarhölgyei segítségével. Viszonyuk számos kockázattal járt, többek közt azzal is, hogyha Katalin terhes lesz és elhiteti Henrikkel, hogy a gyermek tőle van, akkor valószínű, hogy egy napon majd egy fattyú ülhetett volna Anglia trónjára.

## A feltételezett titkos szerelmi légyottok következményei
1541 végén Thomas Cranmer arról szerzett értesülést egy egyéntől, akivel a királyné együtt nevelkedett, hogy Katalin már nem volt szűz, amikor Henrik nőül vette őt sőt, még egy jegyese is volt: nem más, mint a már említett Francis Dereham. Cranmer tisztában volt vele, hogy erről kötelessége értesíteni a királyt, bármennyire is letaglózza majd a hír, hogy felszarvazták, s bár nagyon félt Henrik reakciójától, ha személyesen nem is, de egy névtelen levélben tájékoztatta őfelségét mindenről. 
A király, amint az várható is volt, teljesen összeomlott a levél tartalmától, s fékevesztett dühében azonnal letartóztatta feleségét, Culpeper-t, Dereham-et, valamint Lady Rochfordot, felségárulás gyanújával. A per lefolytatását Cranmer-re, Suffolk hercegére és Edward Seymour-ra bízta, akik mind a négy vádlottat bűnösnek találták. Henrik ugyanolyan fájdalmas és kétségbeejtő helyzetbe került, mint hat évvel azelőtt, amikor Boleyn Annát és annak öt feltételezett szeretőjét (Henry Norris, Mark Smeaton, Sir Francis Weston, William Brereton és George Boleyn, Anna öccse) kivégeztette házasságtörés miatt.

## Az ifjú királyné és állítólagos szeretői, valamint főudvarhölgye kivégzése
Először csak Francis Dereham és Culpeper kivégzésére került sor: Dereham-et felakasztották, majd még élve kibelezték, ám Thomas, arra való tekintettel, hogy nemesember volt, enyhébb büntetést kapott, és a király az akasztást lefejezésre változtatta. 
1541. december 10-én végezték ki őket, Tyburn-ben, fejüket pedig a London Bridge-re szegezték ki, elrettentő példaként. Miután kiderült a királyné bűnös előélete és hűtlensége a király iránt, Henrik semmissé nyilvánította frigyüket és 1542. február 13-án Katalint és Lady Rochfordot is lefejezték. A királyné utolsó szavai ezek voltak: ,, Meghalni jöttem ide. Királynéként halok meg, bár szívesebben halnék meg Thomas Culpeper feleségeként! "

## Culpeper nyughelye, VIII. Henrik utolsó évei
Az áruló és parázna udvaroncot a St. Sepulchre-without-Newgate templomban helyezték végső nyugalomra, Londonban. A király életében utoljára, hatodszor is megnősült: ezúttal a kétszeresen özvegy, gyermektelen Parr Katalint vette feleségül, aki nagy odaadással ápolta beteg férjét annak egészen 1547-ben bekövetkezett haláláig. Ebből a házasságból gyermekük nem született.